# Huta Dłutowska
Huta Dłutowska (prononciation [ˈxuta dwuˈtɔfska]) est un village de la gmina de Dłutów, du powiat de Pabianice, dans la voïvodie de Łódź, situé dans le centre de la Pologne.
Il se situe à environ 5 kilomètres au nord de Dłutów (siège de la gmina), 6 kilomètres au sud de Pabianice (siège du powiat) et 22 kilomètres au sud de Łódź (capitale de la voïvodie).
Sa population s'élevait approximativement à 220 habitants en 2006.

## Administration
De 1975 à 1998, le village était attaché administrativement à l'ancienne voïvodie de Piotrków. 
Depuis 1999, il fait partie de la nouvelle voïvodie de Łódź.